# کبوتریان میوه‌خوار
کبوتریان میوه‌خوار (به لاتین: Ptilinopinae) یک زیرخانواده از پرندگان خانوادهٔ کبوتران است.

## سرده‌ها
- Drepanoptila
- کبوترهای شاهنشاهی
- کبوتر کوهی
- کبوترهای سینه‌سبز
- Lopholaimus
- کبوترهای میوه‌خوار
- † Rupephaps
- † Tongoenas